# Woodiphora linguiformis
Woodiphora linguiformis är en tvåvingeart som beskrevs av Liu 2001. Woodiphora linguiformis ingår i släktet Woodiphora och familjen puckelflugor. Inga underarter finns listade i Catalogue of Life.